# Peter Whittle
Peter Whittle (Wellington, 27 febbraio 1927 – 10 agosto 2021) è stato un matematico e statistico neozelandese, attivo nei campi delle reti stocastiche, controllo ottimo, analisi delle serie storiche, ottimizzazione stocastica e dinamica stocastica.

## Riconoscimenti
- 1966 Medaglia Guy d'argento
- 1978 Eletto membro della Royal Society
- 1986 Premio Frederick W. Lanchester
- 1994 Medaglia Sylvester
- 1996 Medaglia Guy d'oro
- 1997 John von Neumann Theory Prize